# Carlos Remigio Cardoen Cornejo
Carlos Remigio Cardoen Cornejo (Santa Cruz, Xile, 1 de maig de 1942) és un empresari metal·lúrgic, químic, agrícola i turístic xilè. Va ser acusat de venda d'armes al règim iraquià de Saddam Hussein, construïdes amb zirconi importat il·legalment des dels Estats Units, pel que té una ordre de captura internacional pendent.

## Vida personal i estudis
Carlos Cardoen va néixer a la ciutat de Santa Cruz, l'1 de maig de 1942, fill de Carlos Cardoen Decoene i Ema Cornejo Loiola. Va estudiar a l'Institut Regional Federico Errázuriz, de Santa Cruz, a l'Internat Nacional Barros Arana i posteriorment va ingressar a la carrera d'enginyeria civil a mines. A més té un doctorat en metal·lúrgia. Va ser pilot de la Força Aèria de Xile i té el rang de subtinent de la Reserva Aèria.
Des de 1992 està casat en terceres núpcies amb la dissenyadora i model xilena Pilar Jorquera, amb qui va tenir el vuitè dels seus fills, Álvaro, i és cunyat de la periodista i model xilena Carolina Jorquera.
En 2005 li van diagnosticar càncer de còlon amb metàstasi al fetge.

## Indústries Cardoen i la venda d'armes
La seva carrera com a empresari va començar amb la compra d'un avió de càrrega. No obstant això, en la dècada de 1980 aprofitaria la conjuntura internacional per fer-se milionari amb el lucratiu negoci armamentístic. Juntament amb altres empreses xilenes, com les Fábricas y Maestranza del Ejército de Chile, indústries Cardoen va ser una de les majors fabricants d'armes xilenes de l'època. Les empreses de Cardoen van produir bombes de dispersió, a les quals es va implementar un mètode més senzill i barat d'explosió que el comú.
L'empresari va deixar de fabricar les bombes des que una de les seves plantes a la localitat d'Alto Hospicio, a la Regió de Tarapacá, Xile, va ser destruïda per una explosió, ocorreguda el 29 de gener 29 de 1985, que ell va atribuir a un sabotatge. En el fet van morir 29 dels seus treballadors. En 1987, davant l'imminent fi de la Guerra entre l'Iraq i l'Iran, Cardoen va començar a tancar el negoci armamentístic per dedicar-se al rubro fructícola, específicament a la importació de kiwi.
El 27 de maig de 1993, el Departament de Justícia dels Estats Units va acusar Indústries Cardoen d'haver venut bombes de dispersió, per un valor de 150 milions de dòlars, al règim de Saddam Hussein i en guerra amb l'Iran. Segons la denúncia nord-americana, les bombes de dispersió haurien estat fabricades a Xile amb zirconi obtingut il·legalment en els Estats Units. Carlos Cardoen va argumentar que la venda de les bombes havia estat concretada amb ple coneixement i aval dels Estats Units, que en aquest temps (abans de la Guerra del Golf) no consideraven a Hussein com un enemic, sinó més aviat com una defensa contra els integristes islàmics de l'Iran.
L'ordre de captura internacional que va imposar la Interpol el novembre de 1994 encara es troba vigent, impossibilitat de sortir del país. També es van confiscar les seves propietats a Florida per un valor de 30 milions de dolars. Després del sorgiment d'aquest cas, Indústries Cardoen va canviar el seu nom a Metalnor.

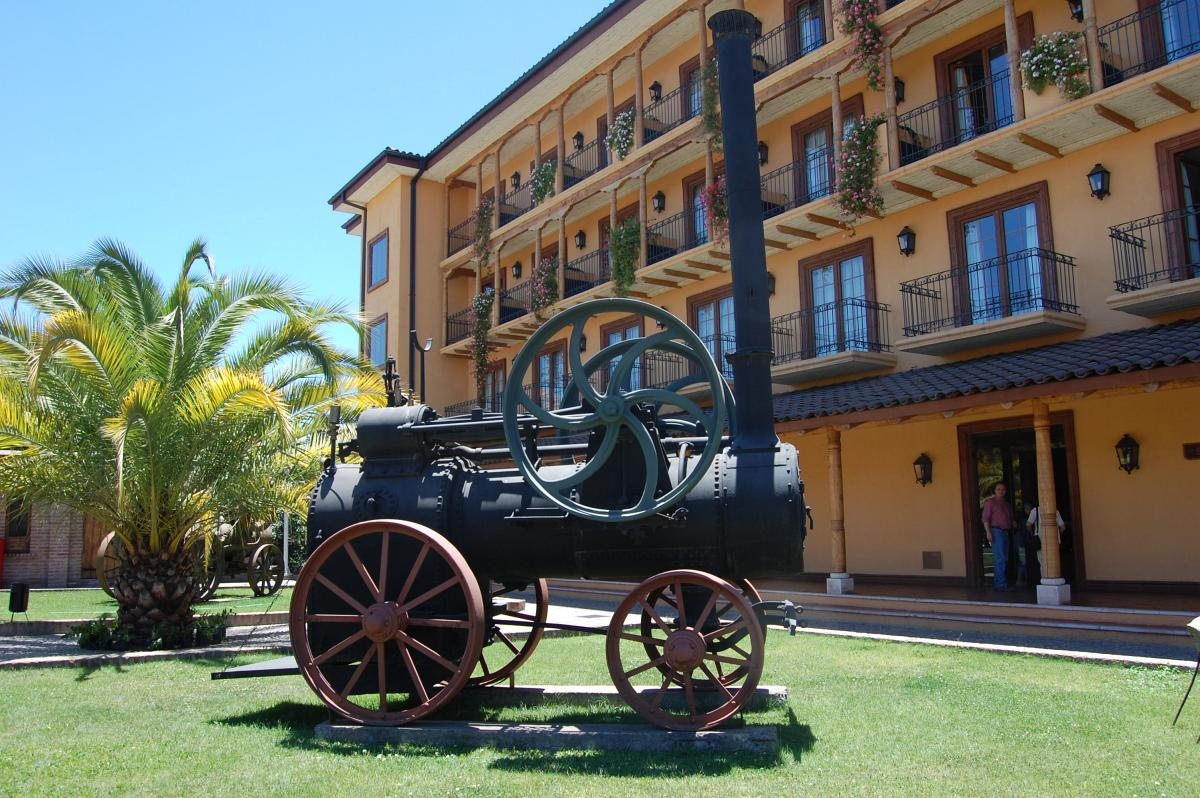
Museu de Colchagua a Santa Cruz, propietat de Carlos Cardoen.

## Nous apartats empresarials
Des de la dècada de 1990, i amb més força des de la del 2000, Cardoen diversificar el seu capital en diversos apartats, participant en empreses productores de sucs de fruites, mistos (específicament en la "Compañía Chilena de Fòsforos"), vi (mitjançant la Vinya Santa Cruz), turisme, energia elèctrica (mitjançant EnorChile), entre d'altres. No obstant això, la part forta de les seves inversions es concentra a la seva ciutat natal, Santa Cruz, a la Vall de Colchagua, on va construir un hotel, un casino de joc, museus i ha invertit en vinyes de la zona, com una forma de potenciació-econòmica i turística.
La tasca que ha realitzat a favor de la cultura, amb projectes com el Tren del Vi de Colchagua o el Museu Històric de Vichuquén el van fer mereixedor de la "Orde al Mèrit Docent i Cultural Gabriela Mistral", atorgat pel Ministeri d'Educació de Xile l'any 2005. L'any 2006 va guanyar el "Premio al chileno", atorgat per IANSA.